# Памятник воинам-землякам (Тумул, Намский улус)
«Памятник воинам-землякам, погибшим в годы Великой Отечественной войны (1941—1945 гг.)» — мемориальный комплекс, посвящённый памяти воинов погибших в годы Великой Отечественной войны в селе Тумул, Модутского наслега, Намского улуса, Республики Саха (Якутия). Памятник истории регионального значения.

## Общая информация
После завершения Великой Отечественной войны в городах и сёлах республики Якутия стали активно возводить первые памятники и мемориалы, посвящённые павшим солдатам. Памятник в селе Тумул Намского улуса поставили в 1980 году по эскизу коренного жителя села Охлопкова И. С. Председатель сельского совета Макарова В. П. организовал работы по сооружению памятника, для которого отвели место на высоком берегу кормилицы озера Кыйгырыма.

## История
По архивным данным, в годы Великой Отечественной войны 86 отважных солдат из Модутского наслега сражались за интересы Отечества, из них 48 погиби и без вести пропали на войне, 38 человек вернулись на Родину в Якутию.

## Описание памятника
Сам памятник представляет собой обелиск пирамидальной формы из металлического листа. На нём размещена объёмная пятиконечная красная звезда из бетона. Звезда установлена на бетонный постамент. Стела изготовлена из железобетона трапециевидной формы. Установлены пять памятных досок из чёрного гранита, на которые нанесены имена 121 участника Великой Отечественной войны. Вечный огонь выполнен в форме объёмной пятиконечной звезды. Имеется надпись: «Никто не забыт, ничто не забыто». Фундамент памятника бетонный двухступенчатый.
В настоящее время общая площадь памятника составляет 11 м². Памятник огорожен железной оградой. В преддверии празднования 60-летия Победы жители села организовали сбор средств на ремонт монумента. Позже была проведена ещё одна реконструкция памятника, возведена дополнительная бетонная стена, где указана информация о павших воинах-героях. Были установлены макеты пулемета, артиллерийской пушки, выполненные местным мастером Колесовым В. К.
В соответствии с приказом Министерства культуры и духовного развития Республики Саха (Якутия) «О включении выявленного объекта культурного наследия „Памятник воинам-землякам, погибшим в годы Великой Отечественной войны (1941—1945 гг.)“, расположенного по адресу: Республика Саха (Якутия), Намский улус (район), Модутский наслег, с. Тумул, ул. Аммосова» памятник внесён в реестр объектов культурного наследия народов Российской Федерации и охраняется государством.